# Danube Dragons

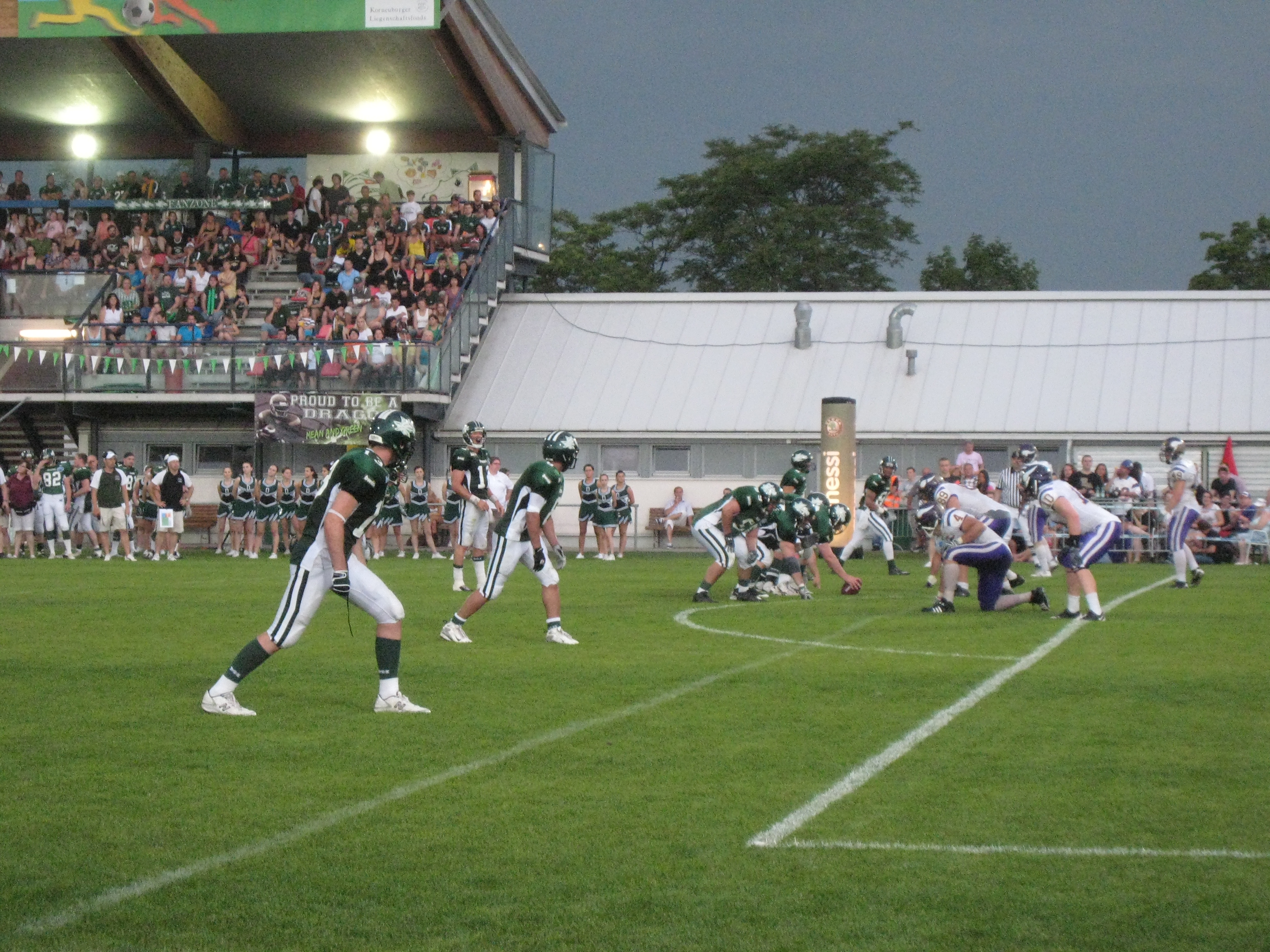
Blue River Bowl III: AFL-Grunddurchgangsspiel gegen die Raiffeisen Vikings Vienna (28:3) im Rattenfängerstadion (2010)

Die Danube Dragons (früher Klosterneuburg Mercenaries) sind ein österreichisches American-Football-Team aus Wien. Sie spielen in der Austrian Football League, der höchsten Spielklasse Österreichs.
Das Heimstadion ist in Wien Donaufeld.
Gegründet wurde die Mannschaft 1985 unter dem Namen Klosterneuburg Mercenaries. Die Mercenaries waren einer der ersten American-Football-Vereine in Österreich und der erste Verein in Niederösterreich. Die Vereinsfarben sind Grün und Weiß.
Sie können eine Reihe von Erfolgen aufweisen: Sechs Landesmeistertitel, drei Staatsmeistertitel (2010, 2022 und 2023) und drei Vizestaatsmeistertitel in der Austrian Football League (1990, 1997 und 2025) sowie den Sieg im Donaupokal, einem internationalen Turnier in Ulm, Deutschland.

## Geschichte
Der Beginn der Dragons geht ins Jahr 1985 zurück, als der Verein unter dem Namen Klosterneuburg Mercenaries gegründet wurde.  In der Saison 1988 spielten sie zum ersten Mal in der ersten österreichischen Liga, konnten sich jedoch nicht für die Play-offs qualifizieren. Ihren ersten großen Erfolg feierten die Mercenaries dann zwei Jahre später, als sie zum ersten Mal in die Austrian Bowl einzogen. Dort unterlagen sie jedoch dem Serienmeister Graz Giants mit 59:7.
Von 1991 bis 1996 erreichten die Mercenaries viermal das Halbfinale, scheiterten dabei aber jeweils an den Vienna Vikings. Auch in der Saison 1997 trafen sie im Halbfinale auf die Vikings, konnten sich jedoch dieses Mal durchsetzen und zogen in ihre zweite Austrian Bowl ein. Der Finalgegner hieß erneut Graz Giants und auch dieses Mal behielten die Giants mit 53:14 deutlich die Oberhand. Nach 2000 erfolgte dann die Umbenennung in Danube Dragons.
Nach einem Aufbaujahr während der Saison 2006 in der 1. Division (zweite Spielklasse in Österreich) stiegen sie 2007 wieder als Überraschungsteam in der AFL ein. Sie konnten immerhin mit einer 4:4-Bilanz die Saison beenden und den 4. Platz in der Tabelle belegen.
In der Saison 2008 scheiterte man in den Play-offs am späteren Austrian Bowl XXIV Gewinner Graz Giants, ein Jahr später wurden die Danube Dragons erneut von den Giants aus den Play-offs geworfen. Die ersten zwei Auflagen der neu eingeführten Blue River Bowl konnten beide gewonnen werden.
2010 konnten erneut beide Begegnungen mit den Raiffeisen Vikings Vienna in der Regular Season gewonnen werden. Nach einer starken Saison mit einer 5:1-Bilanz konnten in den Play-offs die Vikings Vienna mit 31:24 aus dem Wettbewerb geworfen werden. Diese großartige Saison wurde mit dem 28:21-Sieg in der Austrian Bowl XXVI gegen die Swarco Raiders Tirol in Innsbruck gekrönt.
In den Jahren 2011 und 2012 konnte man jeweils die Play-offs erreichen, scheiterte dort aber je einmal an den Raiders aus Tirol und einmal an den Vikings aus Wien.
2013 konnte man sich mit einer Bilanz von 4:6 erneut für die Play-offs qualifizieren, konnte aber über die ganze Saison gegen kein Team gewinnen, das es in das Semi-Finale schaffte. In dieser Saison ging damit auch die Blue River Bowl an die Raiffeisen Vikings Vienna. Dadurch lagen die Danube Dragons in der Statistik mit 4:7 zurück.
Außerdem stellen sie regelmäßig Nationalteamspieler und können einen ehemaligen Spieler, David Nader, in der NCAA (nordamerikanische College-Football-Liga) vorweisen.
In der Saison 2022 konnten die Dragons ihren bislang größten Erfolg wiederholen und gewannen zum zweiten Mal die Austrian Bowl. Begünstigt wurde der Erfolg auch dadurch, dass die Raiders Tirol und die Vienna Vikings, die die Liga in den Jahren zuvor dominierten, der European League of Football beitraten und nur noch mit einem zweiten Team an der AFL teilnahmen. Die Existenz der ELF, die also während der Saison noch ein Glücksfall für die Dragons war, drehte sich nach der Saison zum Nachteil, denn viele Spieler der Dragons wanderten zu verschiedenen ELF-Teams ab. Nach dem zweiten Titelgewinn beschlossen die Dragons eine Namensänderung in Vienna Dragons. Diese Namensänderung wurde jedoch nach Protesten aus Reihen der Anhänger noch vor der neuen Saison wieder revidiert.  In der Folgesaison konnten die Dragons ihren Erfolg wiederholen und erneut die Austrian Bowl für sich entscheiden.
Ein Jahr später konnten die Dragons auch ihren ersten internationalen Titel gewinnen, als sie im Finale der Central European Football League 2024 die Calanda Broncos bezwangen.

## Ehemalige Spieler
- Geoff Stults, heute US-amerikanischer Schauspieler und Produzent
- Jonathan Apgar, 2009 importierter Linebacker und Defensive End.
- Philipp Haun, 2021 AFL Offense MVP

## Nachwuchs
Während der letzten Jahre konnten sich die Danube Dragons in Österreich als Top-Team etablieren, welches beinahe jedes Jahr die Play-offs der ersten Liga erreichte. Zusätzlich betreiben sie Nachwuchsarbeit in vier Altersgruppen: beginnend mit den Micros (U10), weiters Minis (U13), Schüler (U15) und der Jugend (U17).
In der Saison 2006 konnten die Nachwuchsklassen der Dragons gleich dreimal Gold und einmal Silber holen.
In der Saison 2010 konnte die Altersgruppe der Minis (damals noch U12) den Meistertitel erringen.
Im Jahr 2013 wurde das Juniorenteam aufgelöst. Stattdessen wurde das Future-Team ins Leben gerufen.

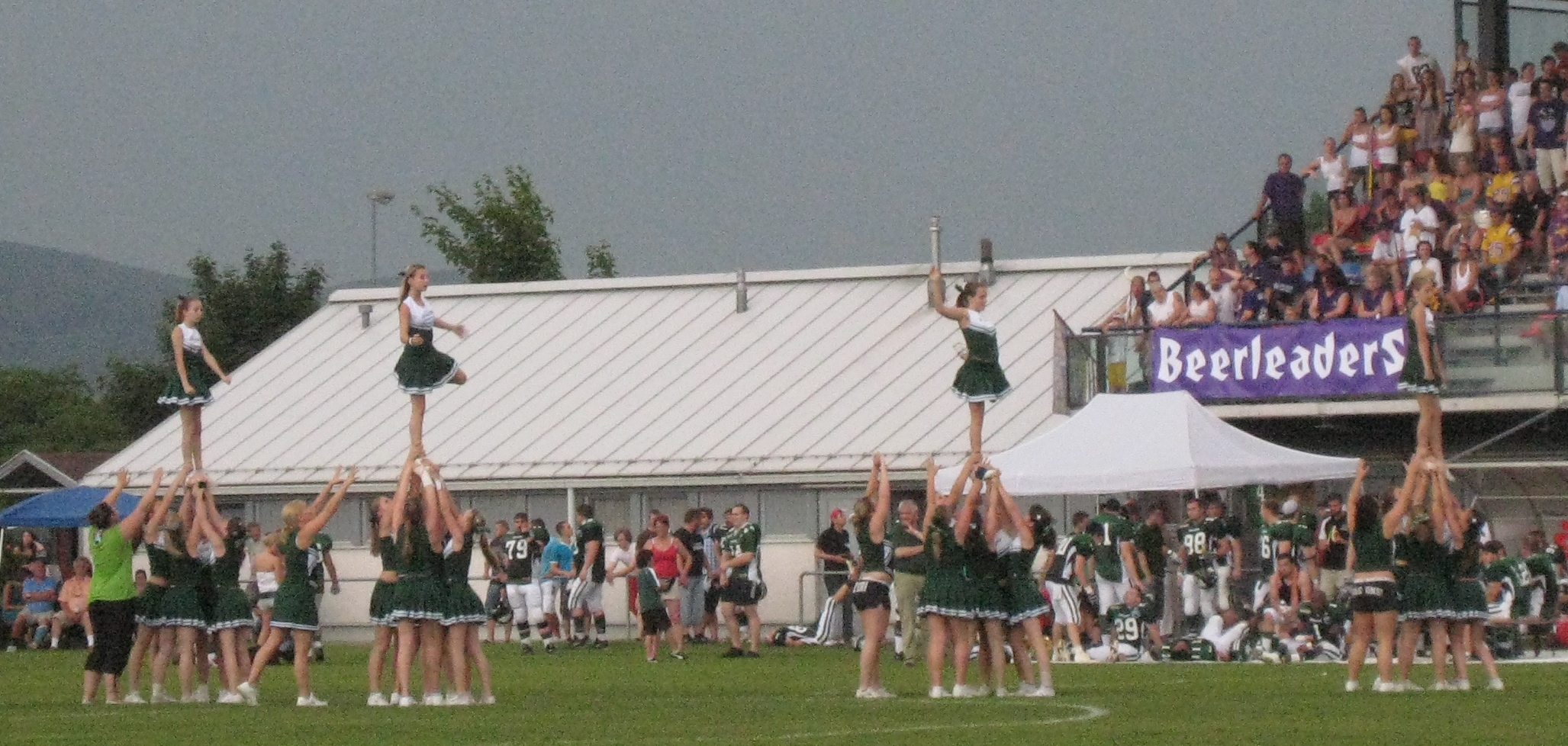
Dragons Cheerleaders (2010)

## Cheerleader
Die Flames sind gegliedert in Super-Peewees bis 7 Jahre, Peewee-Flames 7–11 Jahre, Junior-Flames 12–16 und Senior Flames ab 16.
2006 konnten die Flames bei der österreichischen Cheerleader Meisterschaft sowohl einmal Bronze, als auch einmal Silber gewinnen. 2007 war ein ebenso erfolgreiches Jahr für die Cheerleader der Dragons, denn sie konnten in allen drei Altersklassen eine Medaille erringen (Bewerb: Cheer).
Neben dem Cheerleading, bieten die Danube Dragons auch ein Danceteam an: die Premium Dancers, welche in die Altersklassen Pewees, Juniors und Seniors unterteilt sind.